# Žitenice

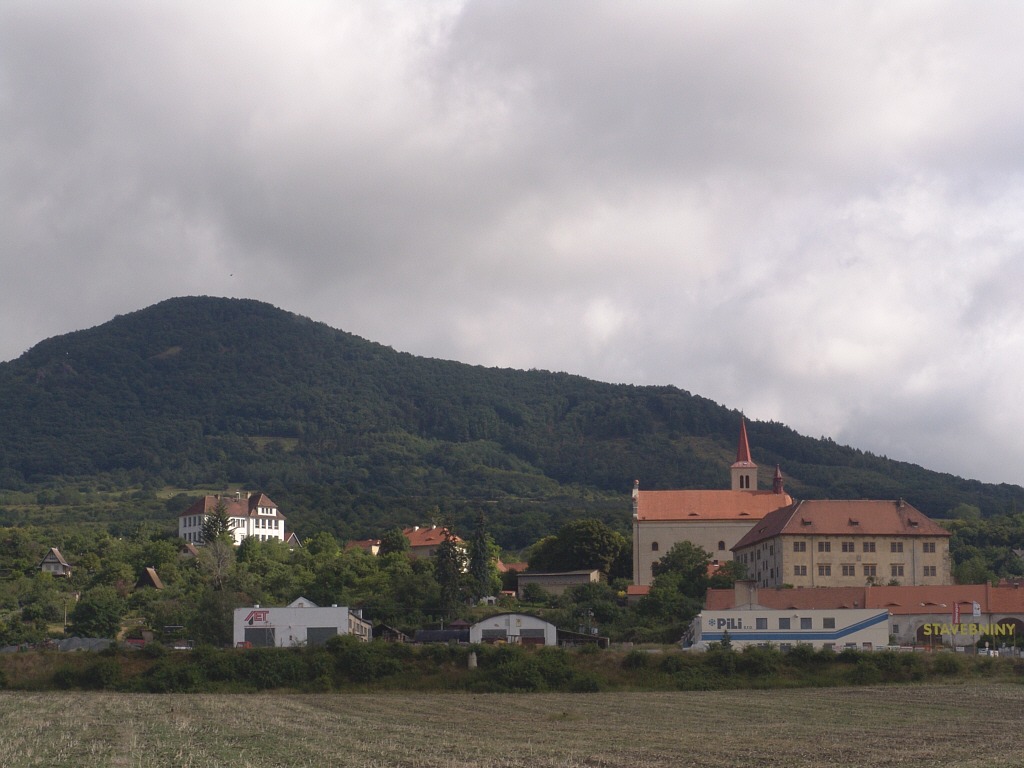
Žitenice

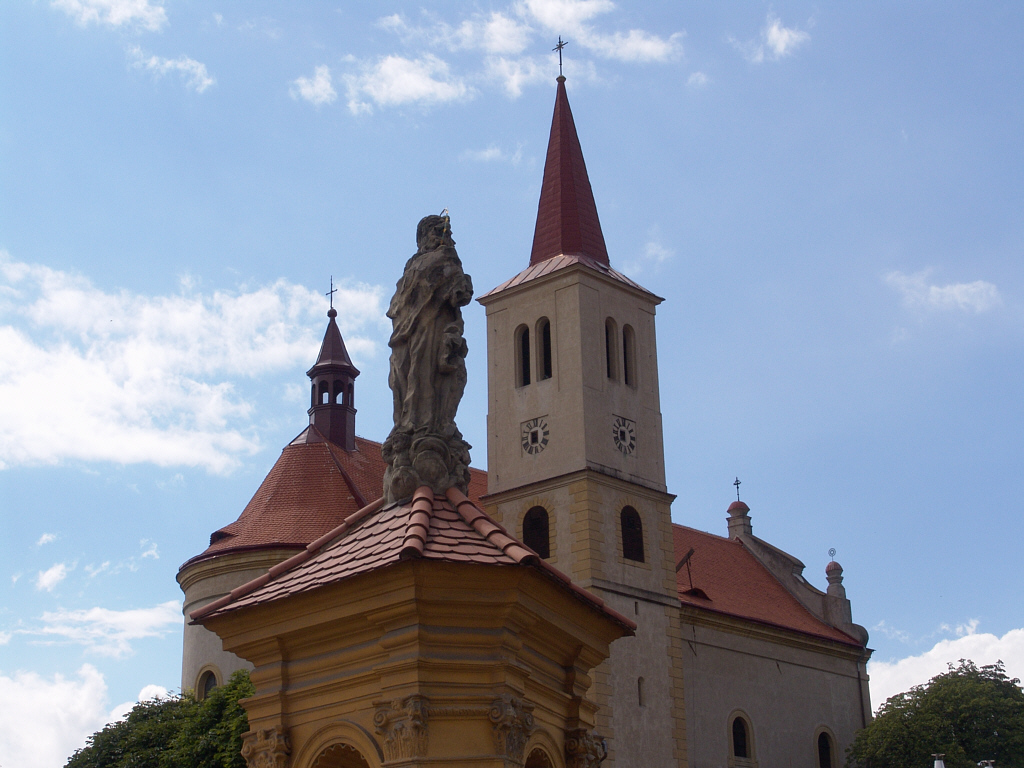
Pfarrkirche

Žitenice  (deutsch Schüttenitz) ist eine Gemeinde mit 1300 Einwohnern im Okres Litoměřice des Ústecký kraj in Tschechien.
Das über hundert Häuser umfassende Dorf liegt im Böhmischen Mittelgebirge, unmittelbar nordöstlich der alten Bischofsstadt Litoměřice (Leitmeritz). Žitenice gilt mit einer Jahresmitteltemperatur von 9,42 °C als der wärmste Ort Böhmens.

## Geographie
Žitenice befindet sich am Südhang des Křížova hora (590 m) im Böhmischen Mittelgebirge.
Nachbarorte sind Pohořany im Nordosten, Maškovice im Osten, Podviní im Südosten, Litoměřice und Pokratice im Südwesten, sowie Močidla, Skalice und Poustevna im Nordwesten.

## Geschichte
Schittenz wurde im Jahre 1057 bei der Gründung des Kollegiatstiftes St. Stefan in Litoměřice durch Herzog Spytihněv II. erstmals erwähnt. Schon seit dieser Zeit wurden die Südhanglage für den Wein- und Obstbau genutzt. Neben Kirschen werden in dem 240 m ü. M. liegenden Dorf auch Pfirsiche und Aprikosen angebaut. Vratislav II. machten das Dorf dem Kloster auf dem Vyšehrad zum Geschenk. Während der Hussitenkriege ergriff Jan Žižka Besitz von Žitenice. In der Mitte des 15. Jahrhunderts erwarben die Herren von Ruppau den Ort. Nächste Besitzer waren die Vřesovec von Vresovice. Während der Herrschaft Ferdinands I. erhielt das Kapitel aus dem Vyšehrad den unrechtmäßig verlorenen Besitz zurück. 1540 entstand eine Feste, die im 17. Jahrhundert zum Schloss umgebaut wurde. Um 1800 lebten in Schüttenitz etwa 900 Menschen.
In Schüttenitz wohnte bis 1945 überwiegend eine Deutsch sprechende Bevölkerung. In ihrer Mundart nannten diese ihr Dorf Schittenz. Neben einem Schloss besaß Žitenice auch eine eigene Brauerei.

## Gemeindegliederung
Die Gemeinde Žitenice besteht aus den Ortsteilen Pohořany (Pohorschan), Skalice (Skalitz b. Leitmeritz) und Žitenice (Schüttenitz), die zugleich auch Katastralbezirke bilden.

## Persönlichkeiten

### Söhne und Töchter der Gemeinde
- Josef Grunert (* 1857), Mundartschriftsteller
- Willibald Teich (* 1924), Heimatforscher

### Im Ort lebten und wirkten
- Franz Jacob Heinrich Kreibich (1759–1833), Kartograph, Naturwissenschaftler und Priester war zwischen 1788 und 1829 Pfarrer und Dekan in Schüttenitz

## Sehenswürdigkeiten
- Schloss Žitenice
- barocke Kirche St. Peter und Paul, errichtet 1680
- Pfarrhaus
- Lorettokapello auf dem Hügel westlich des Dorfes